# Cyrtauchenius luridus
Cyrtauchenius luridus is een spinnensoort uit de familie Cyrtaucheniidae. De soort komt voor in Algerije.